# 堎底下镇
堎底下镇是中国陕西省宝鸡市陇县下辖的一个镇。

## 行政区划
堎底下镇下辖以下行政区：
堎底下村、小寨村、小沟村、麦枣村、王马嘴村、枣园村、腰庄村